# Tannea tenella
Tannea tenella är en skalbaggsart som först beskrevs av Wilhelm Ferdinand Erichson 1840.  Tannea tenella ingår i släktet Tannea och familjen kortvingar. Inga underarter finns listade i Catalogue of Life.